# シェアードソース共通言語基盤
シェアードソース共通言語基盤（シェアードソースきょうつうげんごきばん、Shared Source Common Language Infrastructure、SSCLI）は、マイクロソフトによるシェアードソースライセンスでの共通言語基盤 (CLI) の実装である。コードネームはRotor。
そのライセンスにより営利目的の利用はできないが、プログラマが.NETライブラリの実装の詳細を調べたり、ハッカーらがCLIに変更を加えて利用することはできる。マイクロソフトはSSCLIをCLIのリファレンス実装として提供し、学生がクロスプラットフォームコンパイラ技術やクラスシステム設計ガイドラインなどを学習するための材料となることを目的としている。
SSCLIはWindows、FreeBSD、Mac OS Xで動作するよう事前設定されている。異なるプラットフォームに移植するためにはPlatform Abstraction Layer (PAL) という薄いレイヤーのみを変更すればよいように設計されている。
2007年6月時点での最新バージョンは2.0で、.NET Framework 2.0のクラスや機能のほとんどをカバーしている。
その後、2016年6月にマイクロソフトからクロスプラットフォームかつオープンソースの.NET Framework実装として、.NET Coreがリリースされたため、SSCLI自体は存在意義を失っている。

## ライセンス
SSCLIはマイクロソフトのシェアードソースライセンスに基づいて配布されている。このライセンスでは、個人的および学術的な目的での変更および再配布は可能であるが、営利目的の利用はできない。